# Street marketing
Vous pouvez aider à l'améliorer ou bien discuter des problèmes sur sa page de discussion.
- Il doit être recyclé. La réorganisation et la clarification du contenu sont nécessaires. (Marqué depuis septembre 2015)

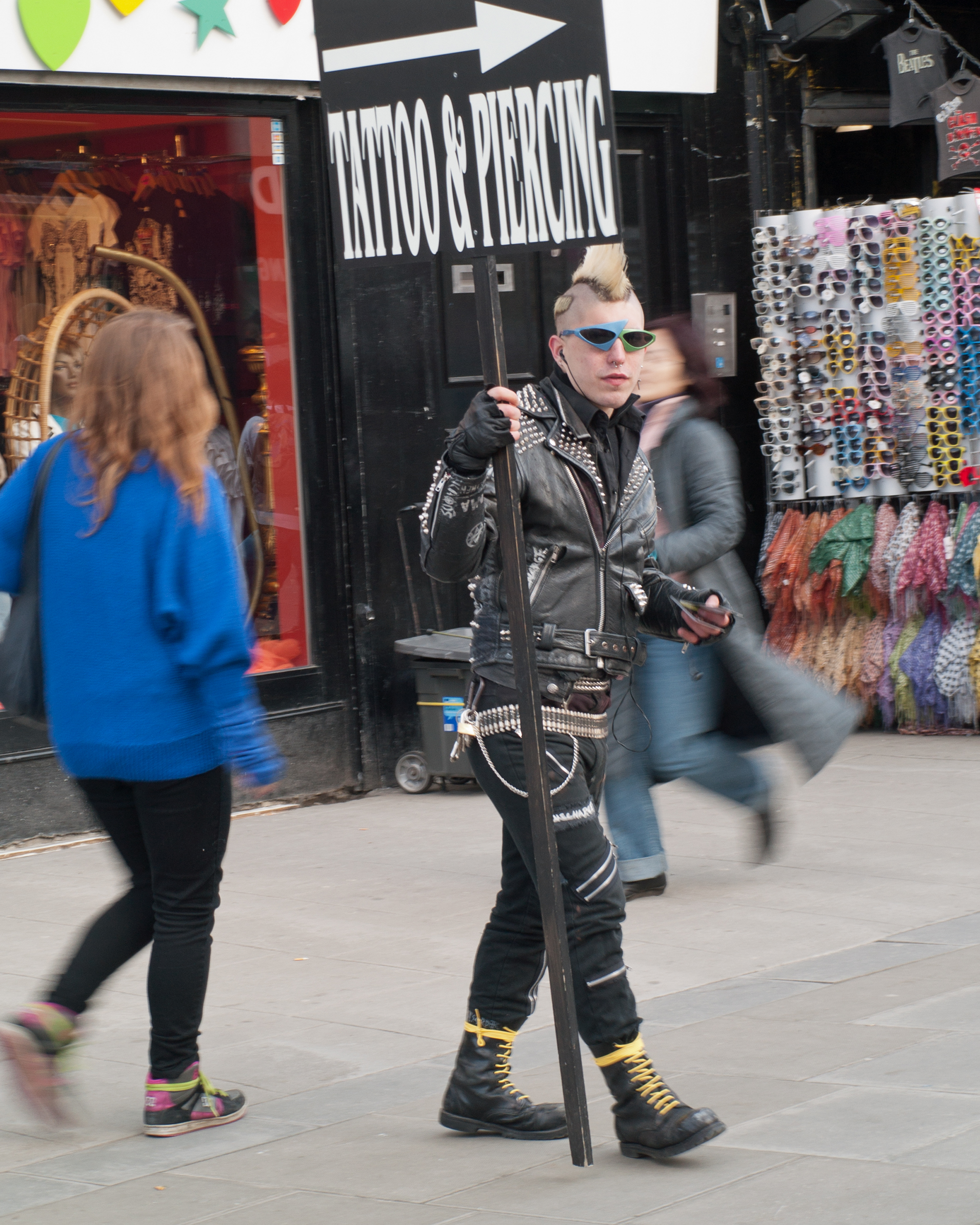
Marketing de rue à Camden Town, Londres

Le street marketing ou marketing de rue est une technique de promotion qui utilise la rue comme principal terrain d'expression.  
Cette pratique est utilisée plutôt pour une communication de proximité afin de créer du trafic vers un point de vente spécifique, physique ou numérique.  En identifiant les zones de passage ou de rassemblement de la population à atteindre (universités, stades, concerts, sorties de métros, quartiers d’affaires ou encore entrées de magasins,  proximité immédiate des points de vente de l’enseigne, rues commerçantes, sorties de concerts...), la marque peut, par l'intermédiaire de supports publicitaires mobiles et d'animations tenter de surprendre les passants, et chercher à créer une impression de proximité.

## Histoire
L’expression « street marketing », ou marketing de rue, a été introduite par Jay Conrad Levinson dans son premier ouvrage sur le guerilla marketing publié en 1984. Une seconde définition est proposée par Bernard Cova et Marcel Saucet : « une déclinaison du marketing qui, comme son nom l’indique, situe son action dans la rue, au sens large du terme, afin de générer un contact direct entre des éléments et la cible marketing et/ou de la cible de communication et la marque. La palette d’outils mise à profit est large. Elle va de la simple distribution de prospectus et/ou d’échantillons gratuits jusqu’à la mise en place d’importantes opérations de communication évènementielle.»,. On distingue différents types de ce qui est défini comme faisant partie du guerilla marketing ou du marketing alternatif ; l’ambient, l’ambush, le buzz, le stealth, le street, l’undercover, et le viral. Pour Levinson, les entreprises peuvent profiter des armes street marketing, tels que les prospectus, les coupons ou autres posters, pour promouvoir leurs produits et leurs services. Le street marketing prend ainsi ses racines dans la distribution de flyers et autres échantillons.
Il n’existe pas, dans les revues scientifiques dédiées au marketing, d’articles permettant de bien cerner les spécificités de telle ou telle approche alternative. Il faut se tourner vers des revues plus généralistes en management, comme Business Horizons, California Management Review ou des livres spécialisés. À la lecture de ces articles, Il ressort le trait commun à toutes ces approches alternatives est bien la promesse de résultats de communication égaux, sinon supérieurs, à ceux des approches conventionnelles, avec un budget moindre, ayant pour finalité un buzz ou une dimension virale. Selon Levinson : le marketing viral « permet aux entreprises de promouvoir leurs produits et services avec de très petits budgets tout en maintenant le même niveau de sensibilisation que celui atteint avec les publicités télévisées » , quand le stealth marketing « est considéré comme une alternative particulièrement viable à la publicité traditionnelle, car il est perçu comme une communication plus souple et plus personnelle par le consommateur » On peut aussi noter qu’aucune de ces approches n’est indépendante des autres : le viral marketing se propose comme voisin du stealth marketing et équivalent au buzz marketing; l’ambient marketing englobe le street marketing et mobilise le viral marketing ; le stealth marketing ou undercover marketing fait du viral marketing une de ses techniques majeures, et de l’ambush marketing un de ses contextes d’application principaux; l’ambush marketing ou parasitic marketing fait de même avec le viral marketing. Les approches de marketing non conventionnel mobilisant l’environnement extérieur sont essentiellement connues sous trois vocables, ambient marketing, outdoor marketing et street marketing. Ces approches diffèrent sur un point majeur : l'outdoor marketing intègre toutes les formes d’affichage, l'ambient l'environnement extérieur sans l'affichage; ces formes sont proches du périmètre street marketing tel qu'il est généralement défini depuis son introduction par Levinson. Mais le street marketing se différencie des autres approches par l'utilisation de la culture de rue, de la street cred et du street art et se revendique comme l'héritier d'une culture marketing méditerranéenne et française.

## Quel est l’intérêt principal du street marketing?
À l'origine le street marketing est une technique alternative prédominante des communications contestataires. Apparu dans les ghettos américains, il a été développé par des marques alternatives des grandes multinationales qui communiquaient pour se faire connaître auprès de ces cibles spécifiques. Le street marketing est une conséquence d'une inaccessibilité médiatique des petites marques et label alternatifs à la communication de masse.
Les opérations recherchent et combinent les objectifs suivants : communiquer sur une cible très précise (et souvent très mobile) dans son environnement quotidien ; générer du bouche à oreille autour d’un nouveau produit, d’une marque, d’une cause, d’une institution ; créer des liens entre la marque et les consommateurs au travers du vécu d’expériences mémorables. Les avantages espérés d’une action Street marketing pour une entreprise résident essentiellement dans la relation directe et le contact effectif avec une cible pourtant mobile.
L'intérêt du street marketing réside donc dans la possibilité de toucher une cible préalablement déterminée et qu'on espère susceptible de réagir de façon positive au produit qui lui est présenté. Le Street Marketing cherche à « surprendre pour séduire »[pas clair], et permet à la marque d'espérer pénétrer les lieux de vie en proposant une image dynamique et innovante.

## Les types du street marketing
Toutes les opérations prenant place en dehors des points de vente ne relèvent pas du street marketing. Sept techniques peuvent être considérées comme des techniques de street marketing :
- La distribution de produits et/ou de flyers
- L'animation produit
- L'animation humaine
- La tournée mobile
- L'action travestie (ou uncovered action)
- L'action évènementielle (ou event action)
- L'animation numérique

## Cadre juridique: autorisation, obligations et interdictions

### Législation
Étant donné que le street marketing se passe sur la voie publique, il y a une législation à respecter, quel que soit le pays, on ne peut pas prospecter impunément à n'importe quel endroit. Le street marketing appartient à la catégorie des activités qui relèvent du colportage.
En France, par exemple, la loi du 29 juillet 1881 stipule que « quiconque voudra exercer la profession de colporteur ou de distributeur sur la voie publique, ou en tout autre lieu public ou privé, de livres, écrits, brochures, journaux, dessins, gravures, lithographie, et photographies sera tenu d'en faire la déclaration à la préfecture du département où il est domicilié. »
Cette législation distingue le colportage professionnel du colportage occasionnel : ce dernier n'exige pas de déclaration.[réf. nécessaire] En cas de non-respect de la loi, le contrevenant se verra sanctionner en fonction de la nature de l'infraction (défaut de déclaration, fausseté de la déclaration, non présentation du récépissé).
Voici des exemples de points à respecter en France avant de se lancer dans une opération de ce type :
- Accord avec les cafés pour poser des flyers sur leurs tables dans les villes où la distribution de tracts n’est pas autorisée[7]
- Accord avec des enseignes pour agir sur leur pas de porte ou leur parking ce qui permet de se passer de l’autorisation à demander en mairie ou préfecture
- Accord avec des universités pour agir à l’intérieur de leur campus qui ne dépend pas de la réglementation publique
- Utilisation de tags et graffitis sur supports éphémères non réglementés (neige, sable, végétation, insectes, etc.)
- Recherche de nouveaux supports non encore réglementés comme les Velib’ à Paris à leurs débuts
- Recherche d’actions inversées destinées à améliorer/rénover le bien commun
- Indiquer le nom et le domicile de l'imprimeur sur tout écrit rendu public[8]
- À Paris, il faut ramasser les prospectus qui auront été jetés sur la voie publique dans un rayon de 30 mètres autour des points de distribution fixes[9] ; dans le cas d'une distribution mobile, la même obligation est à suivre sur tout le long du trajet.

## Exemples

### Exemples de pratiques
Le message peut-être décliné sur différents supports publicitaire comme le prospectus, les triporteurs publicitaires, les sac à dos publicitaires (kakémonos fixés sur des sac à dos), les tote bag, le "reverse graffiti" (marquage au sol éphémère)... mais également mis en scène par l'intermédiaire de "sign spinner" (jongleurs de panneaux publicitaires) par exemple ou encore de bornes interactives. 

### Exemples de campagnes de street marketing
- À l’occasion du festival Zurichfest, des passages piétons ont été transformés en cornet de frites géant à l'effigie d'une marque de fast-food.
- Afin de promouvoir son réseau de transports en Île-de-France, une marque de transport urbain a organisé une opération de customisation de ses bus, et abri-bus en espace détente, et en s'appropriant un arrêt de bus pour en faire un stand d'animations.

### Exemple d'opération illégale
Le 12 septembre 2015, Kiabi a réalisé une opération illégale et controversée de street marketing dans les rues de plusieurs communes françaises, dont Grenoble, Lille et Reims. La ville de Grenoble a annoncé son intention de porter plainte après avoir dressé des constats de l’infraction.